# Zeus (nome)
Zeus  è un nome proprio di persona italiano maschile.

## Varianti
- Maschili: Zeusi[2]
- Femminili: Zeusa, Zeosa

## Origine e diffusione

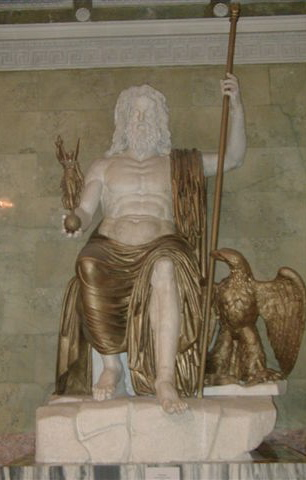
Una statua romana di "Zeus Olimpio", marmo (restaurata), probabile copia della colossale statua di Fidia, San Pietroburgo, Ermitage.

Nome di tradizione classica, di scarsa diffusione, riprende il nome di Zeus il maggiore dio della mitologia greca. Il greco antico Ζευς (Zeus) è correlato al dio protoindoeuropeo *Dyeus Pətēr, il cui nome era basato sulla radice protoindoeuropea dyeu, che significa "splendore" o "cielo".
Dal nome di questo dio derivano i nomi Zeno, Zenobio e Zenaide.

## Onomastico
L'onomastico viene festeggiato il 1º novembre, giorno di Ognissanti, in quanto il nome è adespota, ovvero privo di santo patrono.

## Persone
- Zeus, wrestler giapponese
- Zeus de la Paz, calciatore olandese

### Variante Zeusi
- Zeusi, pittore greco antico
- Zeusi di Taranto, medico greco antico

## Il nome nelle arti
- Zeus Carver, è un personaggio del film Die Hard - Duri a morire interpretato da Samuel L. Jackson.
- Zeus e Apollo sono due dobermann, presenti nella serie televisiva Magnum P.I.
- Zeus, il cane del protagonista nel romanzo di Nicholas Sparks Ho cercato il tuo nome.